# Holiday (álbum)
Holiday es el cuarto álbum de estudio de la banda estadounidense de folk rock America. Fue publicado el 26 de junio de 1974 por el sello discográfico Warner Bros. Records.

## Grabación y producción

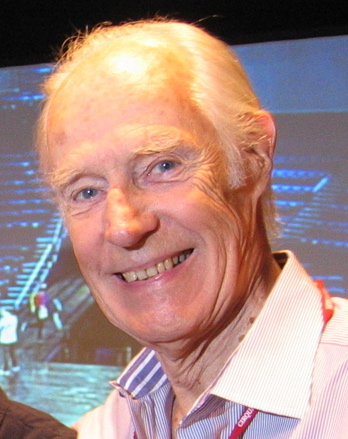
George Martin, productor de Holiday, visto en 2006.

Las sesiones de Holiday tuvieron lugar entre el 17 de abril hasta el 7 de mayo de 1974 en los estudios AIR. El álbum fue producido en por el productor y arreglista de The Beatles, George Martin, el primero de siete álbumes consecutivos que produjo para America. El miembro de la banda Dewey Bunnell estaba encantado ante la perspectiva de trabajar con Martin como productor. Fue citado diciendo que “fue fantástico trabajar con George. Era como si nos conociéramos. Estábamos familiarizados con The Beatles, por supuesto, y teníamos ese sentido del humor inglés”. El álbum fusiona los arreglos orquestales de Martin con el sonido folk rock acústico de America, aunque está más orientado al pop que sus álbumes anteriores. El ingeniero Geoff Emerick mantuvo los refinados valores de producción de la banda y al mismo tiempo recuperó algunas de las técnicas de estudio anteriores de Ian Samwell y Jeff Dexter.

## Lanzamiento
Holiday fue publicado en junio de 1974 por el sello Warner Bros. Records y se convirtió en el cuarto álbum de estudio de America. Se lanzó como un LP de vinilo y contenía seis temas en cada lado del disco. A diferencia de su álbum de estudio anterior, Holiday logró posicionarse entre los primeros cinco álbumes de la lista Top LPs & Tape de Billboard.

## Promoción
El álbum incluía dos sencillos que se convirtieron en grandes éxitos entre 1974 y 1975. El primero en ser lanzado fue la balada de soft rock «Tin Man» en agosto de 1974. La canción se convirtió en el cuarto gran éxito de America, alcanzando el puesto número 4 en la lista Hot 100. También se convirtió en un gran éxito en el mercado de música easy listening, alcanzando el número 1. El segundo y último sencillo lanzado fue la balada de folk rock «Lonely People» en diciembre de 1974. Después de once semanas en la lista Hot 100, alcanzó el número 5 en la semana del 8 de marzo de 1975. Al igual «Tin Man», «Lonely People» logró posicionarse en el número 1 en la lista Easy Listening durante una semana.

## Recepción de la crítica
Un escritor no especificado de la revista Cash Box declaró: “Lleno de armonías impecables y líneas de bajo fantásticas que han caracterizado el ascenso del grupo al estrellato, el disco es representativo de una fusión de una variedad de estilos de música mejor expresados por el mismo nombre del grupo”. Un escritor no especificado de la revista Record World declaró: “Un conjunto bellamente tranquilizante que seguramente devolverá al cuarteto a las alturas alcanzadas en sus esfuerzos iniciales. Maravillosas armonías y una suave producción de George Martin se unen para brindar una experiencia lujosa”.

## Lista de canciones
Todas las canciones escritas y compuestas por Gerry Beckley, excepto donde esta anotado. 
| Lado uno |                   |                         |          |  |
| N.º      | Título            | Escritor(es)            | Duración |  |
| 1.       | «Miniature»       |                         | 1:12     |  |
| 2.       | «Tin Man»         | Dewey Bunnell           | 3:25     |  |
| 3.       | «Another Try»     |                         | 3:16     |  |
| 4.       | «Lonely People»   | Dan Peek Catherine Peek | 2:27     |  |
| 5.       | «Glad to See You» | D. Peek                 | 3:42     |  |
| 6.       | «Mad Dog»         |                         | 2:33     |  |

| Lado dos |                       |              |          |  |
| N.º      | Título                | Escritor(es) | Duración |  |
| 1.       | «Hollywood»           | Bunnell      | 2:49     |  |
| 2.       | «Baby It's Up to You» |              | 2:24     |  |
| 3.       | «You»                 | D. Peek      | 2:25     |  |
| 4.       | «Old Man Took»        | Bunnell      | 3:10     |  |
| 5.       | «What Does It Matter» |              | 2:18     |  |
| 6.       | «In the Country»      | D. Peek      | 2:58     |  |

## Posicionamiento
| Gráfica (1974)                            | Pico de posición |
| ----------------------------------------- | ---------------- |
| Australia (Kent Music Report)             | 25               |
| Canadá (RPM Top Albums)                   | 3                |
| Estados Unidos (Billboard Top LPs & Tape) | 3                |

## Certificaciones y ventas
| País                                                     | Certificación | Ventas   |
| -------------------------------------------------------- | ------------- | -------- |
| Estados Unidos (RIAA)                                    | Oro           | 500 000* |
| Reino Unido (BPI)                                        | Plata         | 150 000* |
| *cifras de ventas basadas únicamente en la certificación |               |          |